# Podleszany
Podleszany – wieś w Polsce położona w województwie podkarpackim, w powiecie mieleckim, w gminie Mielec, na lewym brzegu Wisłoki.

## Przynależność administracyjna
Obecnie wieś położona jest w województwie podkarpackim, w powiecie mieleckim, w gminie Mielec. Miejscowość należy do największych w gminie – jej powierzchnia wynosi 1 386 ha.
Historycznie w I RP należała do Korony Polskiej, prowincji małopolskiej i województwa sandomierskiego. W wyniku rozbiorów włączona do Królestwa Galicji i Lodomerii. W II RP wchodziła w skład województwa krakowskiego. W czasie okupacji niemieckiej w Generalnym Gubernatorstwie, po zakończeniu II wojny światowej (po krótkotrwałej przynależności do województwa krakowskiego) włączana do województwa rzeszowskiego.
W latach 1954–1972 wieś należała i była siedzibą władz gromady Podleszany. W latach 1975–1998 miejscowość administracyjnie należała do województwa rzeszowskiego.
Mieszkańcy Podleszan wybierają radnych do sejmiku województwa z okręgu wyborczego nr 2, posłów na Sejm RP z okręgu wyborczego nr 23, senatorów z okręgu nr 55, zaś europosłów z okręgu nr 9.
Miejscowi wierni Kościoła rzymskokatolickiego należą do parafii św. Jana Chrzciciela w Książnicach.

## Środowisko naturalne i ochrona przyrody
Wieś położona jest na lewym brzegu Wisłoki. Miejscowy potok rozdziela ją od Woli Mieleckiej. Obszar wsi jest w większości płaski i równinny, poprzecinany rzekami i potokami. Na terenie wsi znajduje się kilka niewielkich pagórków i wzniesień. Położona ona jest w Kotlinie Sandomierskiej, na terenie Niziny Nadwiślańskiej. Dawniej jej tereny porastała Puszcza Sandomierska.
Miejscowe lasy znajdują się pod kontrolą nadleśnictwa Tuszyma.
Na terenie Podleszan rozpoczyna się specjalny obszar ochrony siedlisk Dolna Wisłoka z dopływami (PLH180053) skoncentrowany wokół rzeki Wisłoki.

## Części wsi
| SIMC    | Nazwa      | Rodzaj    |
| ------- | ---------- | --------- |
| 0655741 | Nowa Wieś  | część wsi |
| 0655758 | Stara Wieś | część wsi |
| 0655764 | Tarnowiec  | część wsi |
| 0655770 | Zawierzbie | część wsi |

## Historia
Podleszany należą do najstarszych miejscowości ziemi mieleckiej. Pierwsza wzmianka o niej pochodzi z 1277 roku, kiedy to wieś należała do klasztoru cystersów z Koprzywnicy. W XV wieku wieś została kupiona przez opata koprzywnickiego od Pawła z Podleszczan za 200 grzywien szerokich groszy w Opatowie. Na przełomie XV i XVI wieku została nabyta przez Tarnowskich herbu Leliwa i weszła w skład klucza rzochowskiego. W 1570 roku spustoszona przez Tatarów. Następnie w posiadaniu Hieronima Mieleckiego, jego córki Anny, Stanisława Lubomirskiego, ponownie w rękach Tarnowskich, Michała Kopcińskiego, Michała Toczyskiego, jego syna Wacława i hrabiego Henryka Gustawa Brezy. Na terenie wsi istniał niegdyś folwark.
Podczas rabacji galicyjskiej w lutym 1846 roku chłopi splądrowali miejscowy dwór i kilkakrotnie, ale bezskutecznie, atakowali stamtąd miasto Mielec.
W 1864 roku właściciel dóbr Michał Toczyski został aresztowany za pomoc powstańcom styczniowym. W XIX wieku wieś przecinały drogi z Przecławia do Borowy i z Mielca do Zassowa, a na południowy wschód od zabudowań wsi ciągnął się obszerny bór nazywany lasem podleszańskim. Wówczas wieś była miejscem przewozu przez Wisłokę i była w niej zlokalizowana kasa pożyczkowa. Według Słownika geograficznego Królestwa Polskiego i innych krajów słowiańskich (tom wydany w 1887 roku) wieś liczyła 76 domostw i 404 mieszkańców, z których 393 wyznawało katolicyzm, a 11 judaizm.
W 1899 roku na terenie Podleszan z inicjatywy Wydziału Krajowego wykonano kanał osuszający (stało się to po wylewie Wisłoki z 1897 roku, który dotknął okoliczne miejscowości).
W czasie I wojny światowej tereny wsi były polem walk – w listopadzie 1914 roku zostały zajęte przez wojska rosyjskie, jednak dzięki zwycięstwu pod Gorlicami i jego skutkom w maju 1915 roku wieś została zajęta przez wojska niemieckie i austriackie.
Według spisu powszechnego z 1921 roku wieś liczyła 147 budynków z przeznaczeniem mieszkalnym i 795 mieszkańców, z czego 761 wyznawało katolicyzm, zaś 34 judaizm; wszyscy zadeklarowali narodowość polską.
W 1925 roku w miejscowości została uruchomiona cegielnia Szmai Eisiga. W okresie międzywojnia na terenie miejscowości prężnie działały koła Stronnictwa Ludowego i Związku Młodzieży Wiejskiej, które brały udział w organizowaniu strajku chłopskiego.
W czasie II wojny światowej prowadziły tu działalność konspiracyjną Bataliony Chłopskie i Armia Krajowa. W tym okresie na terenie wsi mieszkał Jan Rydzowski – żołnierz Jędrusiów i Armii Krajowej, potem uczestnik partyzantki antykomunistycznej.
Wieś została zelektryfikowana w latach 1957–1959.

## Zabytki

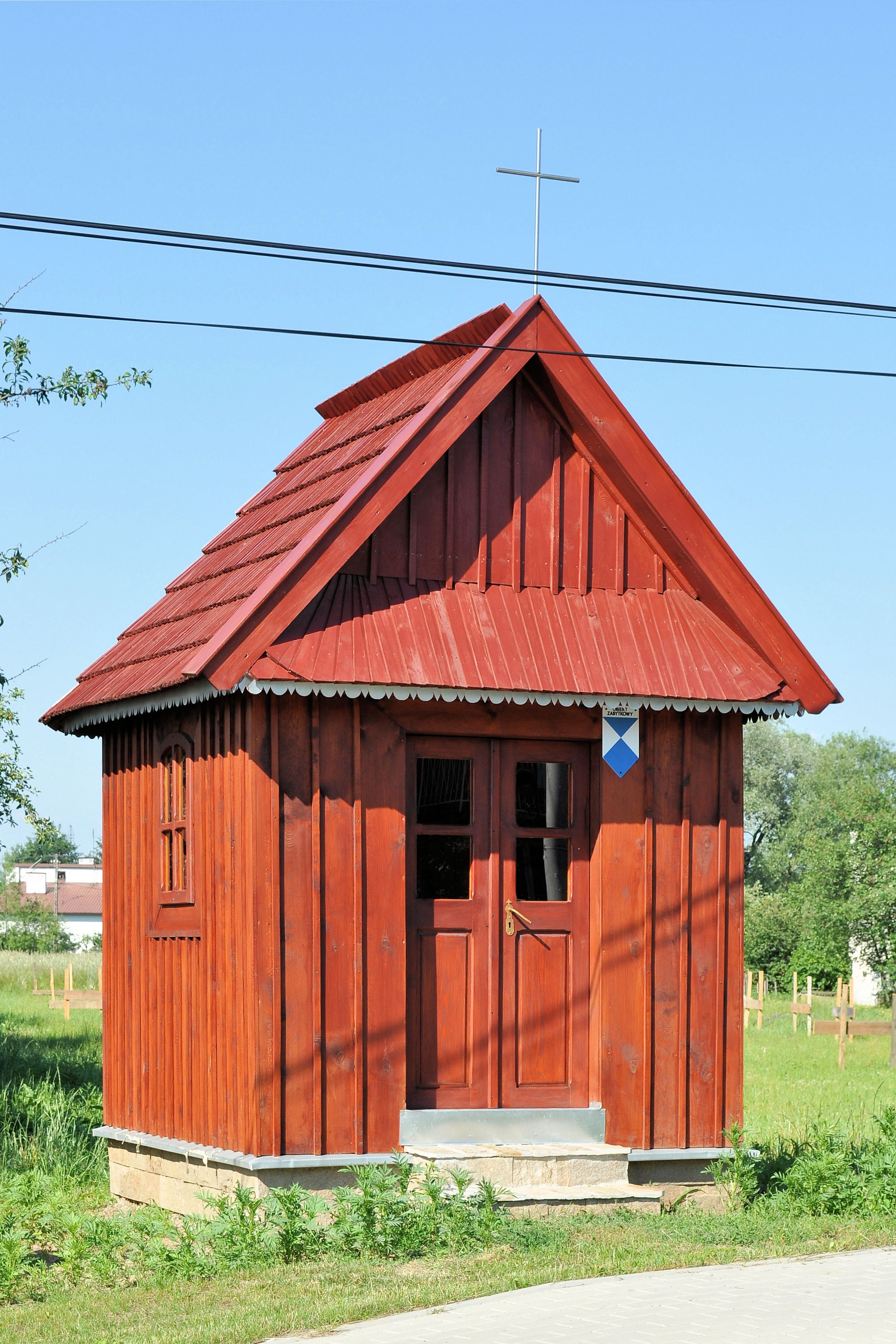
Zabytkowa kapliczka w Podleszanach

We wsi znajduje się zabytkowa drewniana kapliczka przydrożna z 1870 roku, wpisana do rejestru zabytków nieruchomych (nr A-378 z 12 października 2009 roku). Spośród zabytków niewpisanych do rejestru na terenie wsi znajdują się dwie inne kapliczki (św. Wincentego i św. Jana Nepomucena), dwa krzyże i figura Matki Bożej Niepokalanie Poczętej. Ponadto na terenie Podleszan zlokalizowany jest ślad osadnictwa z prehistorii oraz punkt osadniczy wraz z śladem osadnictwa z epoki brązu.

## Edukacja i sport
We wsi mieści się przedszkole, szkoła podstawowa oraz filia biblioteczna. W miejscowości działał klub piłkarski LKS Podleszany, który w 2017 roku wycofał się z rozgrywek. W Podleszanach działa Koło Gospodyń Wiejskich „Gromada”, a ponadto na terenie wsi znajduje się kort tenisowy, boisko i tereny rekreacyjne.

## Transport

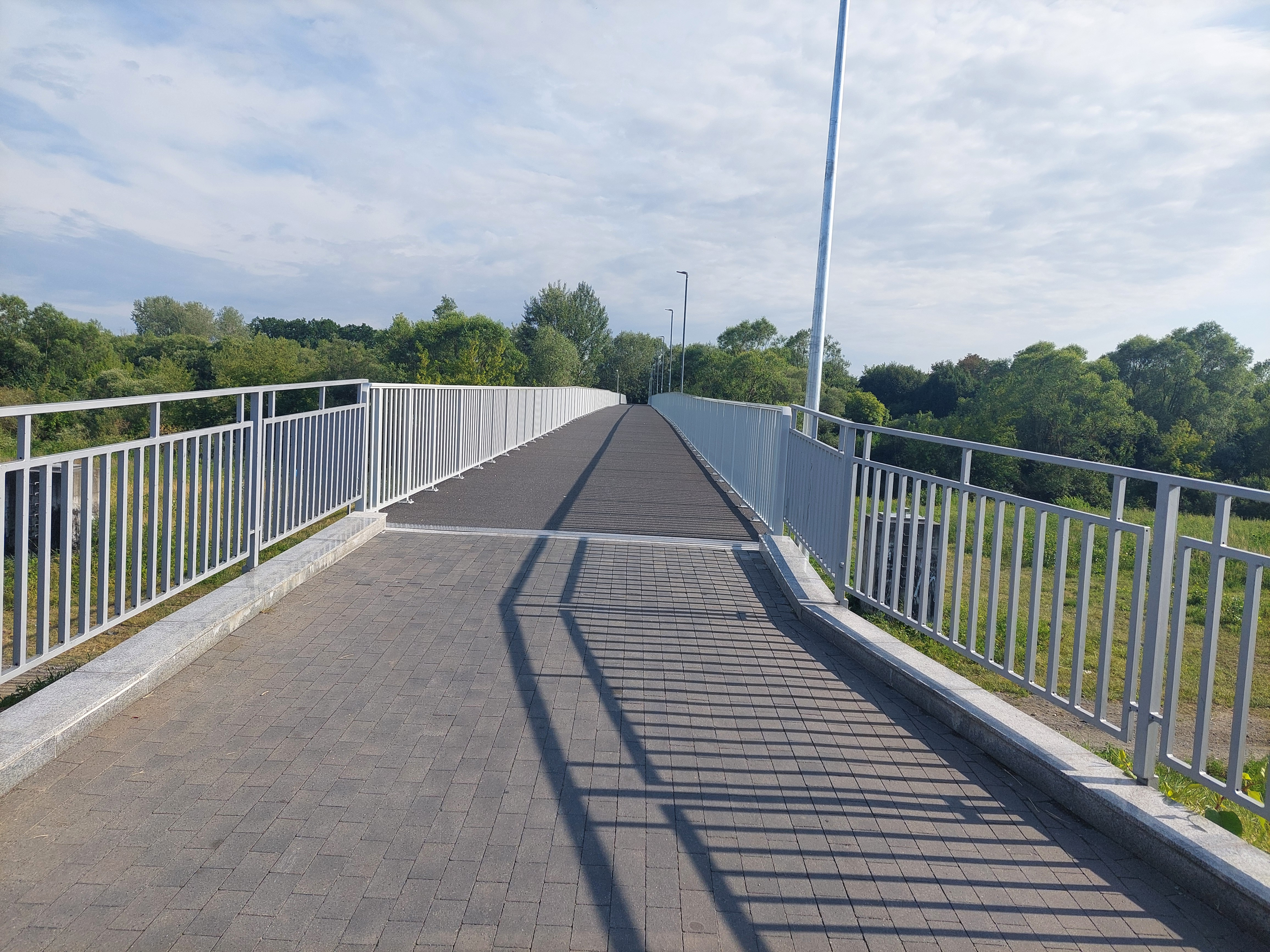
Kładka piesza, łączaca Podleszany z Mielcem

Podleszany z ulicą Rzeczną w Mielcu i całą mielecką starówką łączy kładka udostępniona dla ruchu pieszego.
Przez wieś przebiega droga powiatowa 1152R (Borowa – Przecław). Na terenie wsi usytuowane są następujące przystanki Miejskiej Komunikacji Samochodowej w Mielcu (stan na czerwiec 2025 roku): Podleszany 01, Podleszany 02, Podleszany Kapliczka 03, Podleszany Kapliczka 04, Podleszany Szkoła 05, Podleszany Szkoła 06, Podleszany Sklep 07, Podleszany Sklep 08, Podleszany Granica 09, Podleszany Granica 10.

## Gospodarka i rolnictwo

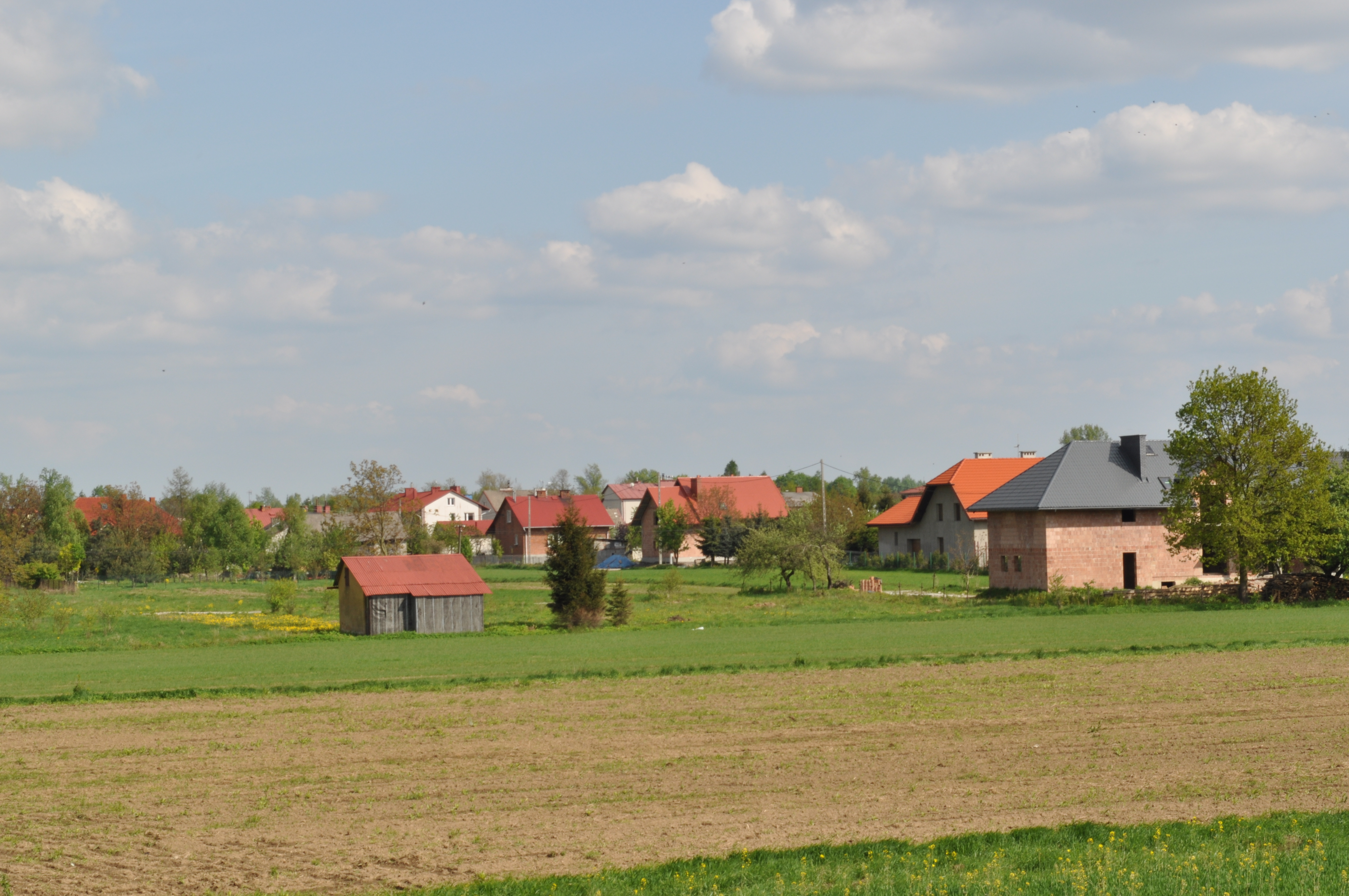
Zabudowania wsi (2011)

Według rejestru REGON w 2023 roku w Podleszanach zarejestrowane było 179 podmiotów gospodarki narodowej. 174 z nich stanowiły mikroprzedsiębiorstwa niezatrudniające więcej niż dziewięć osób. Do przeważających rodzajów działalności tych podmiotów należały: handel hurtowy i detaliczny wraz z naprawą pojazdów samochodowych oraz motocykli, budownictwo, przetwórstwo przemysłowe, transport i gospodarka magazynowa oraz działalność profesjonalna, naukowa i techniczna. W 2019 roku na terenie wsi istniały 404 gospodarstwa rolne.
Wieś charakteryzuje się korzystnymi warunkami do uprawy roli – na jej terenie występują gleby zaliczane do wysokich klas bonitacyjnych II-IVa, choć obecne są też gleby klas V i VI. 663 ha miejscowości stanowiły grunty rolne, zaś 510 ha lasy i grunty leśne.
Znaczna część mieszkańców dojeżdża do pracy do pobliskiego Mielca.

## Bezpieczeństwo i zdrowie
Na terenie wsi zlokalizowana jest remiza Ochotniczej Straży Pożarnej oraz zakład opieki zdrowotnej. Działa również koło Polskiego Stowarzyszenia Diabetyków.

## Ludzie związani z Podleszanami
- Stanisław Tarnowski – właściciel Podleszan, Rzochowa i Rzemienia,
- Maria Szewczyk-Szlachta – pełniła służbę na terenie Podleszan,
- prof. Władysław Miodunka – w Podleszanach spędził dzieciństwo, ukończył tutejszą szkołę podstawową, stąd wywodziła się jego rodzina; napisał pracę magisterską pt. „Składnia gwarowa wsi Podleszany w pow. mieleckim”[34],
- Krzysztof Tomanek – urodził się w Podleszanach.